# Bataille de Hama (2024)
Pour les articles homonymes, voir Offensive de Hama.
Pour un article plus général, voir Offensive rebelle de 2024 en Syrie.
Guerre civile syrienne
Batailles

Carte de l'avancée des rebelles au lendemain de la prise d'Alep.

La bataille de Hama se déroule du 30 novembre au 5 décembre 2024 pendant l'offensive rebelle de 2024 en Syrie, au cours de la guerre civile syrienne. Elle s'achève par la victoire des rebelles de Hayat Tahrir al-Cham et de l'Armée nationale syrienne, qui prennent la ville de Hama aux forces du régime syrien et de ses alliés.

## Contexte
En 2011, au début de la guerre civile syrienne, la ville de Hama, marquée par le massacre de 1982, est le théâtre de manifestations particulièrement importantes contre le régime de Bachar el-Assad. L'armée syrienne reprend le contrôle de la ville en août, après avoir massacré plus de 200 manifestants. Entre 2012 et 2017, les rebelles lancent plusieurs offensives au nord de Hama, mais ils ne parviennent pas à prendre pied dans la ville.

## Déroulement
Fin novembre, les rebelles syriens du commandement des opérations militaires (coalition armée dominée par Hayat Tahrir al-Cham) et de l'Armée nationale syrienne s'emparent de la ville d'Alep et réalisent une avancée fulgurante dans le nord de la Syrie (en). Le 30 novembre 2024, ils prennent les villes d'Abou Douhour, Maarat al-Nouman, Kafranbel, Khan Cheikhoun, Morek, Kafr Zita, Latamné, Souran, Taybat al-Imam et entrent dans Hama,, dont ils ne parviennent pas à s'emparer sur le moment. Dans la nuit du 30 novembre au 1er décembre, l'armée syrienne les repousse une quinzaine de kilomètres plus au nord, reprenant au passage Souran et Taybat al-Imam. Le 1er décembre, le chef de la sécurité militaire de Hama, Uday Ghassah, est tué dans une frappe de drone sur sa voiture, à Souran, alors qu'il effectuait une visite d'inspection des axes autoroutiers de la région avec le chef d'état-major de l'armée syrienne, Abdel Karim Mohammad Ibrahim (en),. L'aviation russe poursuit également ses frappes, mais mobilisée par sa guerre en Ukraine, elle ne dispose plus que d'une dizaine d'appareils en Syrie (contre 35 au début de son intervention dans le pays en 2015).
Le 2 décembre, le commandement des opérations militaires relance son offensive sur Hama et parvient à reprendre Souran et Taybat al-Imam dans la nuit,. Le 3 décembre, il coupe les routes reliant Hama à Al-Suqaylabiyya et Salamyeh et parvient à progresser jusqu'aux abords de la ville,. Les forces du régime lancent une contre-attaque pendant la nuit et repoussent les rebelles. Ces derniers reprennent cependant leur progression au cours de la journée du 4 décembre et commencent à envelopper Hama sur les ailes ouest et est. Selon l'OSDH, des « combats féroces » ont alors lieu trois à quatre kilomètres de la ville. L'armée syrienne concentre ses forces sur la colline de Zein al-Abidine, à cinq kilomètres au nord de la ville, où elles oppose une forte résistance avec l'appui de son aviation et celle de la Russie,,. Cependant, celle-ci ne parvient pas à arrêter la progression des rebelles, qui s'emparent de la colline au cours de la nuit.
Le 5 décembre, les rebelles prennent Hama,,. L'armée du régime de Bachar el-Assad publie un communiqué, dans lequel elle reconnaît avoir perdu le contrôle de la ville. Hama tombe ainsi aux mains de l'opposition, pour la première fois depuis le début de la guerre civile.

## Conséquences
Lors de la prise de la ville, le chef de Hayat Tahrir al-Cham, Abou Mohammed al-Joulani, publie une vidéo dans laquelle il promet de s'abstenir de tout acte de vengeance : « Au nom d'Allah, le miséricordieux, le compatissant, je vous informe, mes frères, que vos frères, les combattants moudjahidines, ont commencé à entrer dans la ville de Hama pour nettoyer la plaie qui perdure en Syrie depuis 40 ans. Je demande à Dieu tout-puissant que ce soit une conquête sans vengeance, mais une conquête pleine de miséricorde et de fraternité, Dieu en soit loué. »,,,.
Les rebelles prennent le contrôle de la prison, théâtre huit ans plus tôt d'une mutinerie des rebelles syriens qui y sont incarcérés, et libèrent des milliers de détenus,. Certains d'entre eux étaient emprisonnés depuis des décennies. Ainsi, Ali Hassan Ali, un Libanais arrêté par l'armée syrienne en 1985 sur des soupçons d'appartenance au mouvement d'unification islamique du cheikh Chaabane, est libéré après 39 ans de détention,.

## Vidéographie
- [vidéo] Syrie : après la prise d'Alep et de Hama, quels défis pour Hayat Tahrir al-Cham ?, France 24, 5 décembre 2024.